# 帕雷站
帕雷站（英語：Parel，车站代码PR）是一个位于印度孟买帕雷片区的铁路车站，为孟买市郊铁路中央线的站点。该站通过人行天桥与市郊铁路西线的帕巴德维站站台（位于帕雷站西侧）相连接。车站每年售出客票约220万张，日客流量达到300万人次。

## 站台
车站设有5个站台，其中4、5号站台位于东侧，供帕雷铁路车间员工使用，也有部分停站较少的慢车停靠。乘客使用的1、2、3号站台位于西侧，为慢车站台及始发列车站台。
| 西                                                                  |                          |                          |
| 中央线慢车下行轨道（往卡良交汇站）→                                 |                          |                          |
| 1号站台（慢车下行站台，岛式站台） 2号站台（始发站台，港湾式站台）   |                          |                          |
|                                                                     |                          |                          |
| 中央线到发线（往卡良交汇站）→                                       |                          |                          |
| 2A号站台（始发站台，港湾式站台） 3号站台（慢车上行站台，岛式站台）  |                          |                          |
|                                                                     |                          |                          |
| ←中央线慢车上行轨道（往孟买CST）                                    |                          |                          |
| 中央线快车下行轨道（往卡良交汇站）→                                 |                          |                          |
| 4号站台（快车下行站台，岛式站台） 5号站台（快车上行站台，岛式站台） |                          |                          |
|                                                                     |                          |                          |
| ←中央线快车上行轨道（往孟买CST）                                    |                          |                          |
| 东                                                                  | 铁路车间站台（侧式站台） | 铁路车间站台（侧式站台） |

## 历史
帕雷站在1877年建成，为帕雷片区提供连接中部铁路区车站的服务。1888年12月，车站改造升级方案送至伦敦，1890年代初开始落实。
拜库拉站的铁路车间拆除后，1877-1879年间，位于帕雷站以南的帕雷铁路车间建成，占地43英亩。一战期间，该车间被征用作武器和武装车辆制造厂。

### 人行天桥
帕雷站原先只在站台南侧设有一座人行天桥连接帕巴德维站站台，高峰时段拥挤问题严重，慢车站台的乘客需要排队上天桥，不少乘客横穿铁轨前往快车站台排队。铁路部门为了阻止乘客横穿铁轨，在轨道间设置了围栏，令拥挤问题加剧，铁路部门又增派铁路保护部队和民兵维持秩序。2017年9月29日，连接帕雷站和帕巴德维站的天桥发生踩踏事故。2018年1月，连接两座车站的第二座人行天桥建成，位于车站北端，此后又在南端原有天桥的北侧新建第三座天桥。

### 始发站台
2019年3月4日，位于帕雷站西侧慢车轨道的始发站台启用，该站台可用于开行帕雷站始发的列车，以缓解达达尔站的拥挤问题。该站台的建设计划在2015年提出。
- 1900年左右的帕雷站
- 帕雷站的站台名牌
- 站台端的站名牌
- 帕雷侧的出入口